# Туристичка организација Чукарица
| Туристичка организација Чукарица |                                   |
|                                  |                                   |
| Оснивач:                         | Градска општина Чукарица          |
| Седиште:                         | Шумадијски трг 2 · Београд Србија |
| Директор:                        | Драгана Зец                       |
| Веб презентација                 | Званични веб-сајт                 |

 Туристичка организација Чукарица је јавна служба Београда, а основана је са циљем да представи, развије и промовише туристичке вредности Чукарице.

## Опште информације
Седиште организације налази се на адреси Шумадијски трг 2, док је адреса туристичког информативног центра организације у Пожешкој улици 63а. ТО „Чукарица” бави се организацијом културних и других манифестација на простору истоимене општине.
Главна делатност организације је унапређење и промоција туризма, организација различитих облика програма и активности са циљем промоције рекреације и здравог живота, подстицаја развоја, очувања и заштите туристичких вредности општине Чукарица. Исто тако циљ организације је учешће у другим туристичким, научним, стручним, спортским, културним и другим манифестацијама.
На 43. Међународном сајму туризма у Београду учествовала је Туристичка организација општине Чукарица, на главној бини, уз приказивање филма о Чукарици и тако је представила своје туристичке потенцијале.